# Стройиздат
Стройизда́т — советское и российское научно-техническое издательство по вопросам архитектуры, строительства, промышленности строительных материалов и жилищно-коммунального хозяйства. Выпускает научную, научно-техническую, производственно-техническую, справочную, научно-популярную литературу, журналы, плакаты, учебники для высших и средних специальных учебных заведений и заведений начального профессионального образования.

## История
Издательство создано в 1932 на базе редакции строительной литературы Объединённого научно-технического издательства. В 1934 преобразовано в Главную редакцию строительной литературы в составе Объединённого научно-технического издательства Наркомтяжпрома СССР. В 1938 выделено в самостоятельное издательство. В 1950 переименовано в «Госстройиздат» и передано в ведение Госстроя СССР. Своё нынешнее наименование — «Стройиздат» — издательство получило в 1964 году.
Издательство «Стройиздат» было одним из крупнейших отраслевых издательств СССР. В его состав входило несколько специализированных издательств, включая 
- Государственное издательство архитектуры и градостроительства
  - Государственное издательство литературы по строительству и архитектуре
  - Государственное издательство литературы по строительству, архитектуре и строительным материалам
  - Издательство литературы по строительству
- Государственное издательство литературы по строительным материалам (Промстройиздат)
- Издательство Министерства коммунального хозяйства РСФСР
- Машстройиздат

В системе Госкомиздата СССР в 1980-х гг. издательство входило в главную редакцию научно-технической литературы. В 1980-х, 1990 гг. показатели издательской деятельности издательства были следующие:
|                                       | 1980    | 1985     | 1990     |
| ------------------------------------- | ------- | -------- | -------- |
| Кол-во книг и брошюр, печатных единиц | 465     | 435      | 297      |
| Тираж, млн экз.                       | 10,6438 | 9,5843   | 8,3031   |
| Печатных листов-оттисков, млн         | 98,2634 | 101,8236 | 112,2528 |

В настоящее время входит в Издательский Дом «Панорама».

## Периодические издания
- «Строительство: новые технологии – новое оборудование»
- «Прораб»
- «Проектные и изыскательские работы в строительстве»
- «Юрисконсульт в строительстве»
- «Охрана труда и техника безопасности в строительстве»
- «Нормирование и оплата труда в строительстве»
- «Сметно-договорная работа в строительстве»
- «Коммунальщик»